# Schizotetranychus floresi
Schizotetranychus floresi är en spindeldjursart som beskrevs av Rimando 1962. Schizotetranychus floresi ingår i släktet Schizotetranychus och familjen Tetranychidae. Inga underarter finns listade i Catalogue of Life.